# Rascle
Rascle o més popularment esterrossadora en agricultura, s'utilitza principalment per afinar i desterrossar la terra. S'utilitza després de llaurar per desfer i allisar la superfície del sòl. La finalitat de la rarificació és trencar els terrossos i proporcionar una estructura del sòl, anomenada llaurada, que sigui adequada per plantar llavors. També es pot utilitzar una rarificació més gruixuda per eliminar les males herbes i cobrir les llavors després de la sembra.
Consisteix en un marc rígid on es disposen puntes metàl·liques, petits discos d'acer o cadenes que se sacsegen en diverses direccions per l'efecte de la tracció i incideixen en el sòl. La primera representació d'un rascle és de l'any 1097 en el tapís de Bayeux.
Es diferencia d'una arada en el fet que no té com a missió fer solcs en la terra sinó, que tallen la capa superior de sòl de 12 a 25 centímetres i deixen solcs, trinxeres paral·leles. Prepara la terra per a la sembra un cop ha estat llaurada. També es pot fer servir per treure herba si aquesta està encara poc desenvolupada, ja que quan les males herbes són grans embussen el rascle. En alguns camps esportius també es rascleja la gespa per airejar-la o renovar-la o els camps de terra per deixar-los llisos.
Els rascles, difereixen dels conreadors en què grata tota la superfície del sòl, mentre que un conreador només grata els camins estrets entre les fileres de cultius per matar les males herbes.
Hi ha quatre tipus generals de rascles: raclets de discs, raclets de pues (incloses els raclets de dents de ressort, els raclets d'arrossegament i els raclets de punxes), raclets de cadena i  raclets de disc i cadena. Els raclets eren originalment arrossegades per animals de tir, com ara cavalls, mules o bous, o en alguns moments i llocs per treballadors manuals. En la pràctica moderna, gairebé sempre són implements muntats en un tractor, ja sigui arrossegats darrere del tractor per una barra de remolc o muntats a l'enganxi de tres punts.
Un desenvolupament modern de la rella tradicional és la rella rotativa, sovint anomenada simplement rella mecànica.

## Acció del Rascle
En l'agricultura mecanitzada moderna, generalment un pagès utilitza dos raclets, un darrere l'altra. La rella de discs s'utilitza primer per trossejar els grans terrossos que deixa l'arada de vertor, seguida de la rella de dents de ressort. Per estalviar temps i combustible, poden ser arrossegats per un tractor; el disc enganxat al tractor i la dent de ressort enganxada al disc i directament darrere. El resultat és un camp llis amb brutícia pulverulenta a la superfície.
- L'arada fa solcs ben definits pel camp.
- La rella allisa la superfície del camp llaurat.

## Característiques
Les rascles lleugeres poden ser transportades sostingudes per l'elevador hidràulic del tractor. Els rascles més pesants són arrossegats pel tractor.
Els rascles es fan servir després de llaurar amb l'arada per trencar la capa compactada i preparar el terreny per a la sembra. En altres casos els rascles serveixen també per colgar l'adob que s'ha deixat sobre el terreny. També es fa servir per trencar la capa d'herbes. Es fan servir de manera significativa en les feines superficials del terreny en l'agricultura ecològica.
Sobre els rascles es posen pesos (sovint pedres) per augmentar la capacitat d'esmicolar la capa compactada del terra i fer més pressió sobre el terreny a llaurar. Hi ha a la venda diverses versions i dimensions de rascles.

## Tipologia

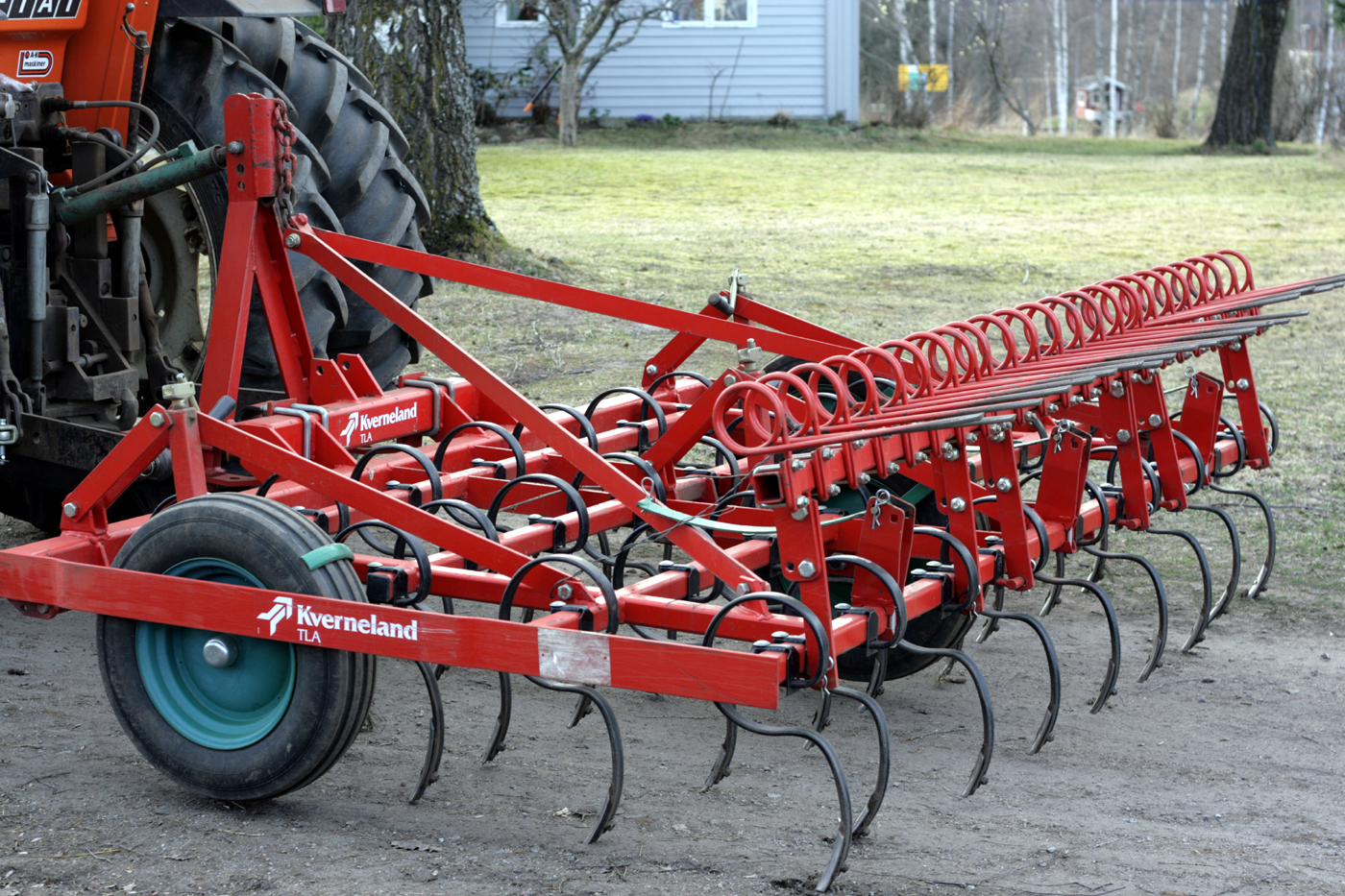
Rascle de dents, també anomenada grada pinta.

- Rascle de dents rígides: és la forma clàssica i més antiga de rascle. Està formada per un xassís al qual se li enganxen puntes de ferrosovint lleument plegades cap enrere.
- Rascle extirpador: està format de poques puntes però de grans dimensions:es fa servir exclusivament per llaurar els terrenys molt compactats, rep el nom de la seva propietat d'extirpar les herbes infestants perquè mou el terreny i exposa les arrels a l'exterior.
- Rascle de dents vibradores: són dents fixes però elàstiques, la seva funció és intermèdia entre la de l'extirpador i el rascle tradicional de dents rígides.
- Rascle de malla: amb funcions anàlogues al rascle de dents rígides: es feia servir més en temps passats i actualment només en feines de sembra a eixams o colgar fertilitzants.

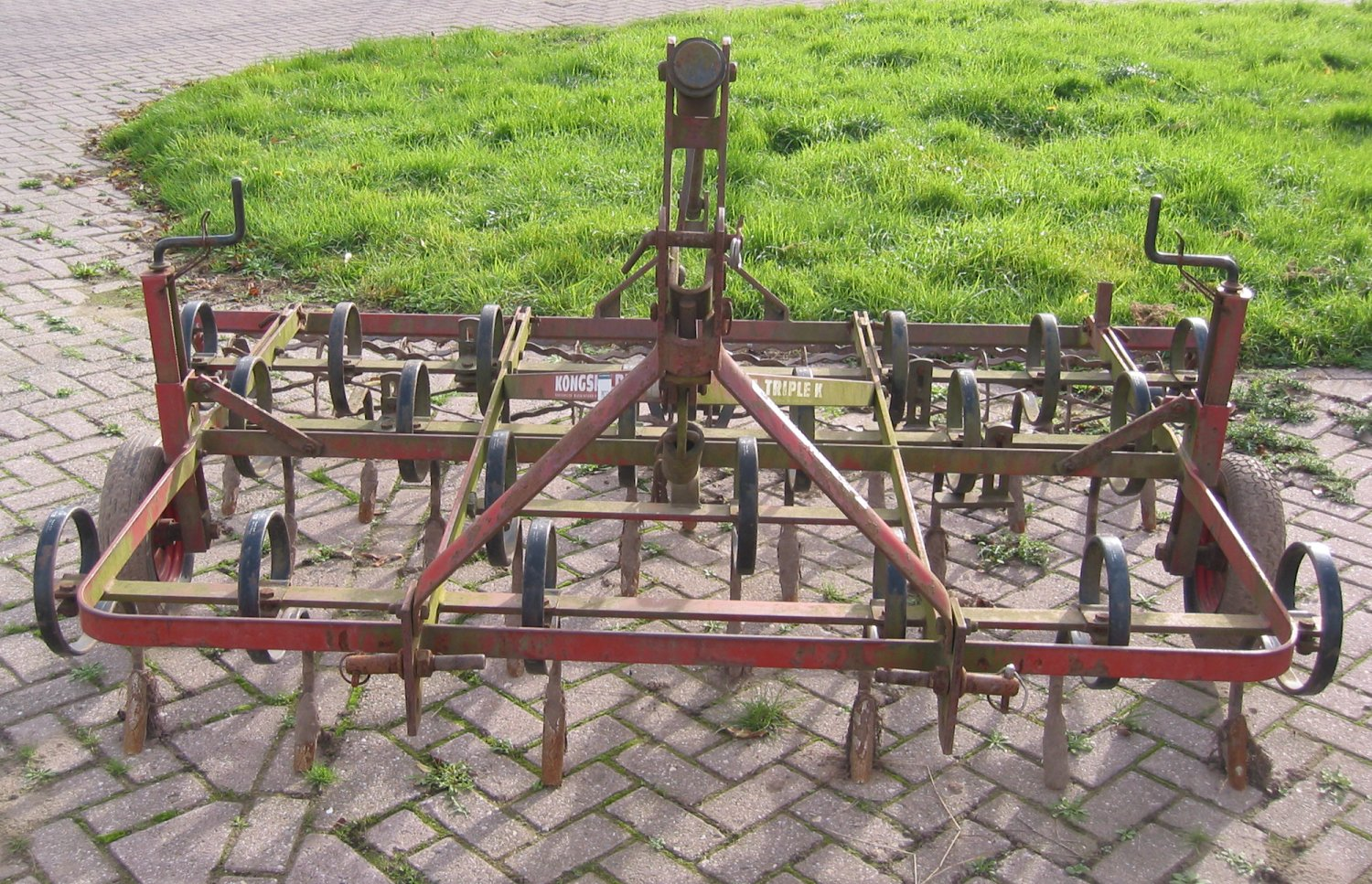
Rascle de dents vibradores.

- Rascle de discs: format per dues o més sèries de nombroses rodes dentades i discs tallants, és adequada a terrenys menys durs que els que es fan servir rascles de dits drets o dits oblics; n'hi ha diverses versions.
- Rascle rotatiu: no és realment un rascle perquè la seva acció sobre el terreny és degut a la rotació, però tenen la mateixa funció de disgregar els terrossos del terreny, però no la d'enterrar.
- Rascadora mecànica: Una raseta rotativa, o simplement una raseta mecànica, té diversos conjunts de pues verticals. Cada conjunt de pues gira sobre un eix vertical i llaura la terra horitzontalment. El resultat és que, a diferència d'una motocultivadora rotativa, les capes del sòl no es capgiren ni s'inverteixen, cosa que és útil per evitar que les llavors de males herbes latents surtin a la superfície, i no hi ha cap tall horitzontal del sòl subsuperficial que pugui conduir a la formació de capes dures.[3]

En climes més freds, els tipus més comuns són el grau de discos, el grau de cadenes, el grau de dents o grau de pues i el grau de dents elàstiques. Les graderies de cadenes s'utilitzen sovint per a treballs més lleugers, com anivellar el cultiu o cobrir les llavors, mentre que les graderies de discos s'utilitzen normalment per a treballs pesats, com el següent a l'arada per trencar la pastura. A més, hi ha diversos tipus de graderies rotatives, en què els cultivadors són impulsats pel tractor en lloc de dependre del seu moviment d'avenç.
Les rascles de dents s'utilitzen per refinar la condició del llit de sembra abans de plantar, per eliminar les males herbes en els cultius en creixement i per afluixar els sòls entre les fileres per permetre que l'aigua penetri al subsòl. Un quart tipus és un grau de discos de cadena. Cada disc unit a les cadenes s'arrossega en angle sobre el terra. Aquestes traces es mouen ràpidament per la superfície. La cadena i el disc giren per mantenir nets mentre trenquen la superfície superior a aproximadament 3 cm de profunditat. Es prepara un planter llis per plantar-lo amb una sola passada.

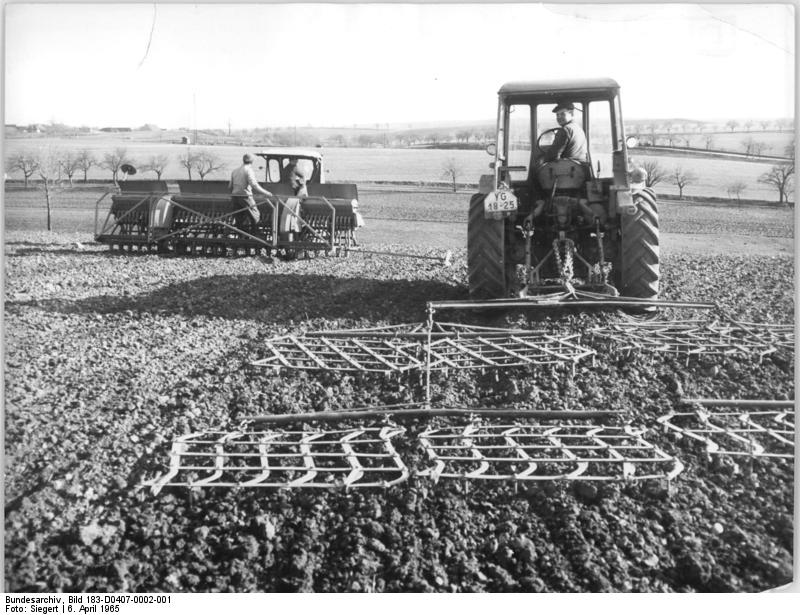
Pas de la grada després de la sembra. Alemanya oriental, 1965.

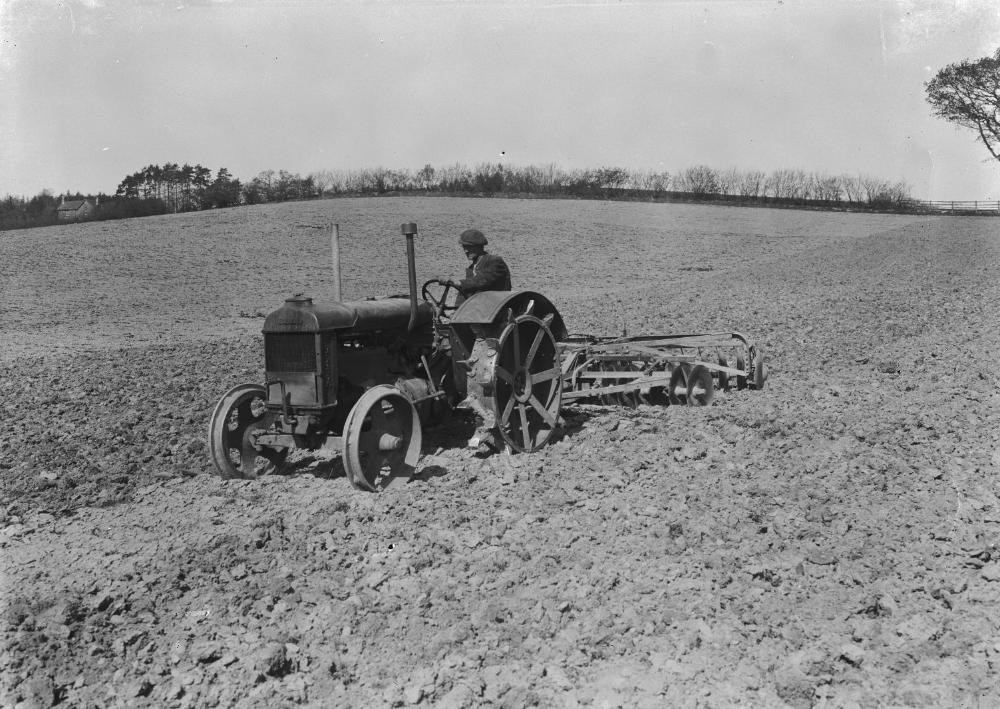
Preparant la terra amb un tractor i una grada de discos a la dècada de 1940.

El rascle de cadenes es pot utilitzar en les pastures per escampar els fems i per trencar el material mort (palla) a l'herba. De manera similar, en el manteniment de camps esportius, sovint es fa servir un rascle de cadenes lleugera per anivellar el terra després d'un ús intensiu, per treure i suavitzar les marques de botes i les esquerdes. Usats en terra llaurada en combinació amb els altres dos tipus, els rodets rascladors de cadena romanen acumulats de terra més grans a la superfície on el clima els descompon i evita la interferència amb la germinació de les llavors.
El rascle vibratori consta de només dues barres de pues paral·leles muntades transversalment a la direcció de treball amb pues verticals rígides del rascle, similar al rascle de dents rígides. Per mitjà d'un accionament oscil·lant (accionament oscil·lant = grau oscil·lant), les dues bigues del rascle es mouen lateralment oscil·lant en sentit oposat d'uns 10 cm, cosa que significa que aquest dispositiu produeix un efecte d'enfonsament similar al d'una grada rotatòria. Les graderies vibratòries són molt més lleugeres que les graderies rotatives i són més adequades per a sòls més lleugers o terrossos de terra més petits. Els terrossos grans i enganxosos es trenquen lentament i provoquen acumulacions de terra davant de la barra de pues i, per tant, irregularitats. Quan es volen profunditats de treball més grans, sovint condueixen a munts de terra no desitjats llançats als costats i, per tant, sovint, no es poden fer servir.
Els quatre tipus de rascles es poden utilitzar en una sola passada per preparar el terra per a la sembra. També és comú utilitzar qualsevol combinació de dues graderies per a una varietat de processos de cultiu. Quan el rastell proporciona un cultiu molt fi, o el terra és molt lleuger, per la qual cosa podria ser arrossegat pel vent fàcilment, sovint s'afegeix un corró com a últim del conjunt.
Les graderies poden ser de diversos tipus i pesos, segons la seva finalitat. Gairebé sempre consten d'un marc rígid que sosté discos, dents, cadenes entrellaçades o altres mitjans per moure el terra, però els rascles de pues i cadenes sovint només estan sostingudes per una barra de remolc rígida a la part davantera del conjunt.
A l'hemisferi sud, els anomenats discos gegants són un tipus especialitzat de rascles de discos que poden substituir una arada en un terreny accidentat on una arada d'abocadora no pot manejar tocons d'arbres i roques, i una arada de discos és massa lent ( a causa del nombre limitat de discos). Els discos gegants amb vores festonejades operen en un conjunt, o marc, al qual sovint s'hi afegeix pes amb blocs de formigó o acer per millorar la penetració de les vores tallants. Aquest tipus de cultiu sol anar seguit de la fertilització a voleigu i la sembra, en lloc de la sembra sembrada o en fileres.

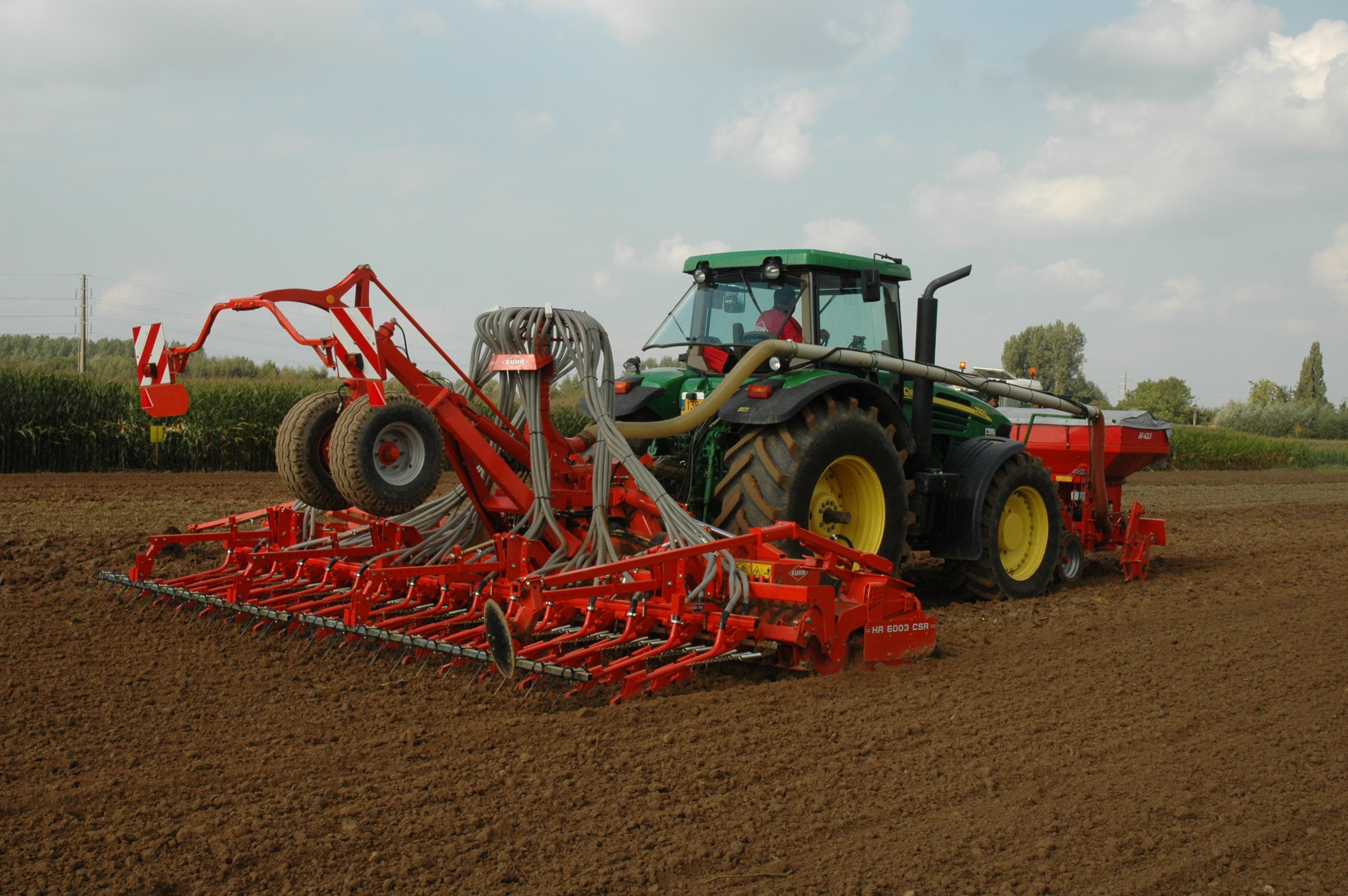
Combinació d'eines per a sembra en una sola operació. Davant del tractor: tremuja de sembradora, darrere: graderia rotativa i el seu corró, fileres d'elements de sembra, i dents que rematen el cobriment de les llavors.

### Grada de potència
Un grau rotatiu té diversos jocs de dents verticals. Cada joc de pues gira sobre un eix vertical i llaura el terra horitzontalment. El resultat és que, a diferència d'una cultivadora giratòria, les capes de terra no es voltegen ni s'inverteixen, cosa que és útil per evitar que les llavors de males herbes inactives surtin a la superfície, i no hi ha talls horitzontals del terra del subsòl que puguin conduir a la formació duna capa dura.

## Ús en terrenys inclinats
El rascle és una eina agrícola versàtil utilitzada per a diverses tasques de preparació del sòl, com trencar els terrossos, anivellar el terreny i incorporar matèria orgànica en el sòl. Quan es tracta de terrenys inclinats, l'ús de la graderia requereix una atenció especial per a assegurar una gestió efectiva del sòl i prevenir l'erosió.
És important considerar el tipus de rascle, l'ús al qual es destinarà, la direcció del treball, la humitat del sòl, els ajustos de l'equip i l'erosió del sòl.

### Tipus de rascle
Els rascles de disc s'usen comunament en terrenys inclinats. Els seus discos angulats poden tallar el sòl de manera efectiva, especialment en terrenys irregulars o inclinats. També ajuden a reduir el risc d'erosió en comparació amb una rascle de pues, que podria arrossegar massa sòl costa avall.
Els rascles de cadena o rascle rastello són útils per a un llaurat suau i anivellat. No obstant això, han d'utilitzar-se en pendents moderats, ja que treballen de forma més suau i poden no penetrar tan profundament en el sòl com una rascle de disc.

### Ús
Després de la sembra i abans de la sembra: en terrenys inclinats, la graderia es pot usar per a preparar el llit de sembra, especialment si el sòl està compactat o té terrossos grans. Ajuda a trencar la crosta superficial i crear un llit de sembra més fi, la qual cosa és essencial per a una bona germinació de les llavors.
Després de pluges fortes, en terrenys inclinats, el sòl pot compactar-se fàcilment a causa del flux d'aigua, especialment si ha estat erosionat. L'arada després d'una pluja ajuda a airejar el sòl i redistribuir les partícules del sòl.
El rasclet ajuda a redistribuir la matèria orgànica de manera uniforme, la qual cosa pot millorar l'estructura del sòl i ajudar a prevenir l'erosió en àrees amb un pendent suau. En pendents més pronunciats, no obstant això, s'ha de fer amb precaució.

### Direcció del treball
A través del pendent (treball en contorn), en terrenys inclinats, és més beneficiós utilitzar el mètode de treball en contorn. Això significa treballar al llarg de les línies de nivell del terreny, no costa amunt o costa avall. El treball en contorn redueix l'escorriment de l'aigua, que podria arrossegar el sòl i els nutrients, minimitzant així l'erosió del sòl. Aquesta pràctica també assegura una millor retenció d'aigua en el terreny.
El treball costa amunt i costa avall generalment no es recomana per a pendents pronunciades, ja que empitjora el risc d'erosió. No obstant això, en casos on el pendent és suau, es pot usar per a crear solcs o canals que guiïn el flux d'aigua i redueixin l'erosió.

### Consideració de la humitat del sòl
L'efectivitat de l'arada en sòls inclinats està fortament influenciada pel contingut d'humitat del sòl. Si el sòl està massa sec, pot ser difícil aconseguir la profunditat i el nivell de conreu desitjats. D'altra banda, si el sòl està massa humit, la graderia pot causar compactació o generar terrossos. Per als pendents, l'ideal és treballar quan el sòl està moderadament humit, ni massa sec ni massa humit, per a evitar aquests problemes.

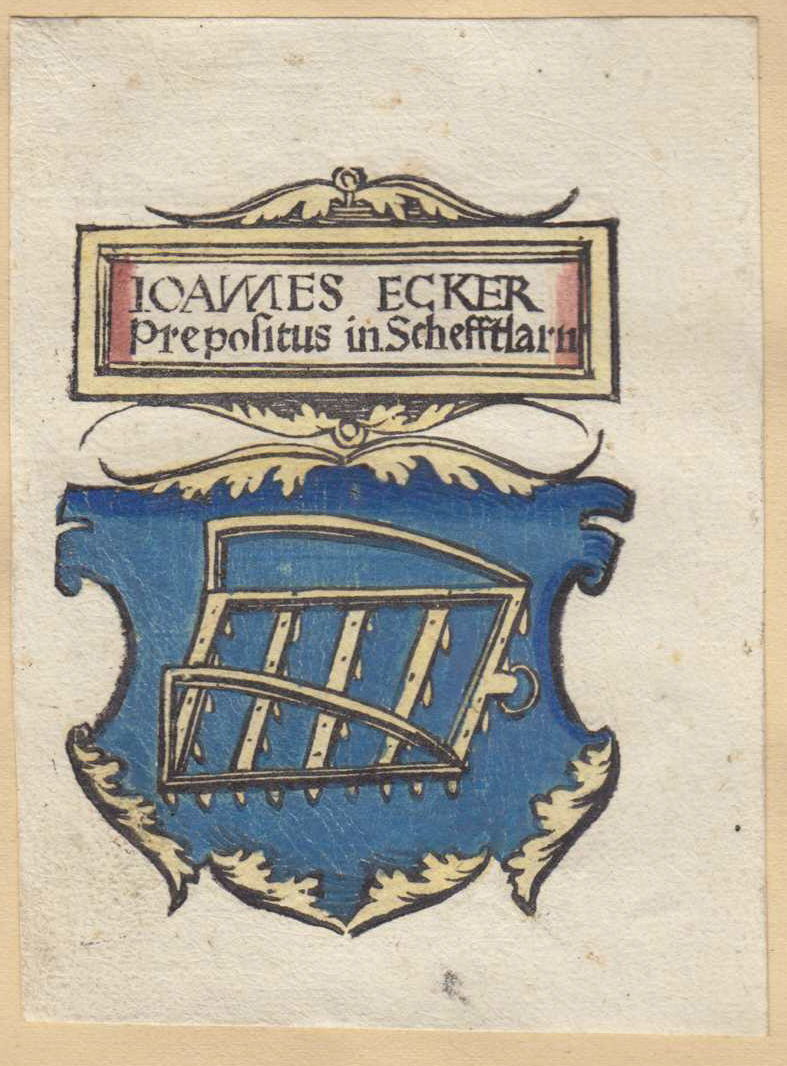
Rascla gravat en un escut alemany del segle XVI.

### Ajustos de l'equip
En terrenys inclinats, l'arada ha d'ajustar-se a la profunditat correcta. Passar la graderia massa profunda en un pendent podria alterar l'estructura del sòl, la qual cosa provocaria possibles problemes d'erosió. Es prefereixen passades més lleugeres i superficials per a trencar la superfície i evitar una alteració excessiva del sòl.
S'han de fer passades més lentes i acurades en àrees inclinades per a garantir que l'arada faci el seu treball sense causar alteracions o erosió. Aquest enfocament també ajuda a evitar llaurar en excés la terra, la qual cosa podria portar a l'escorriment de l'aigua.

## Referències històriques

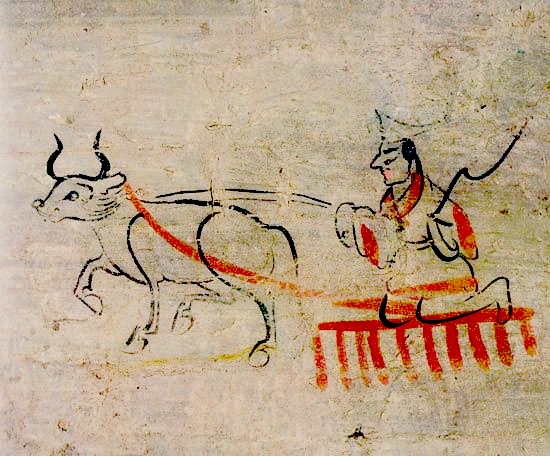
Una rella tirada per un bou en una pintura de la tomba de Yanju, situada a Jiuquan, segle V dC

## Galeria d'imatges

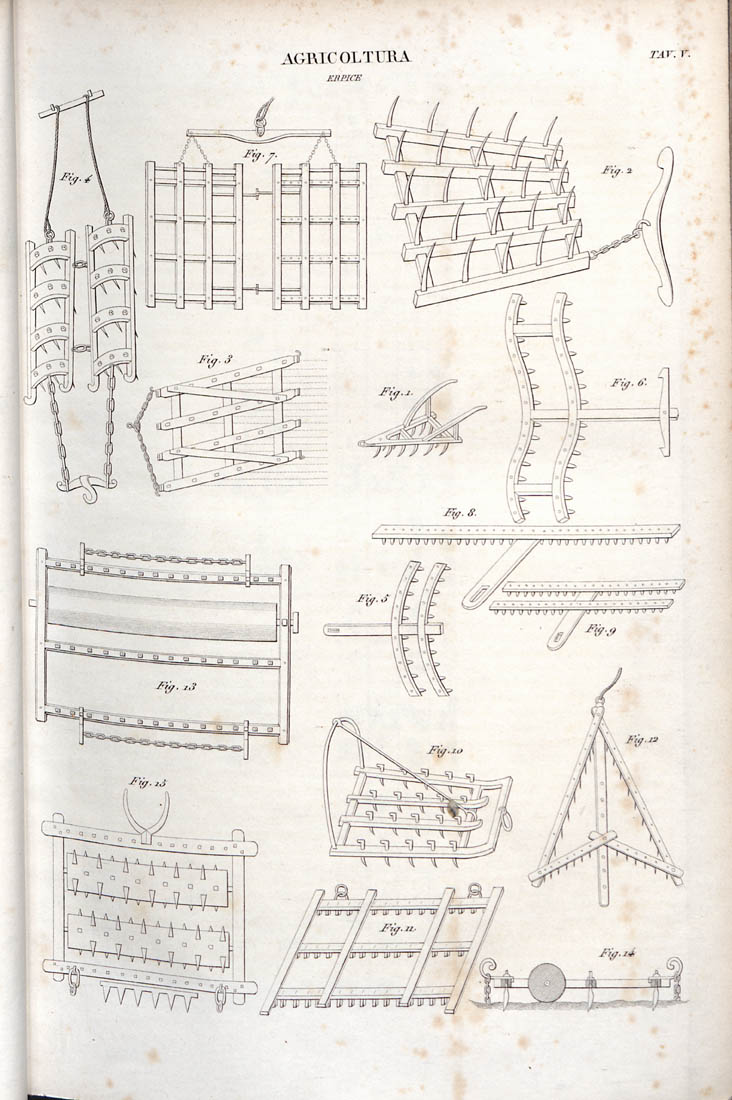
Imatges de diferents tipus de rascles, 1849. A la Nuova enciclopedia popolare
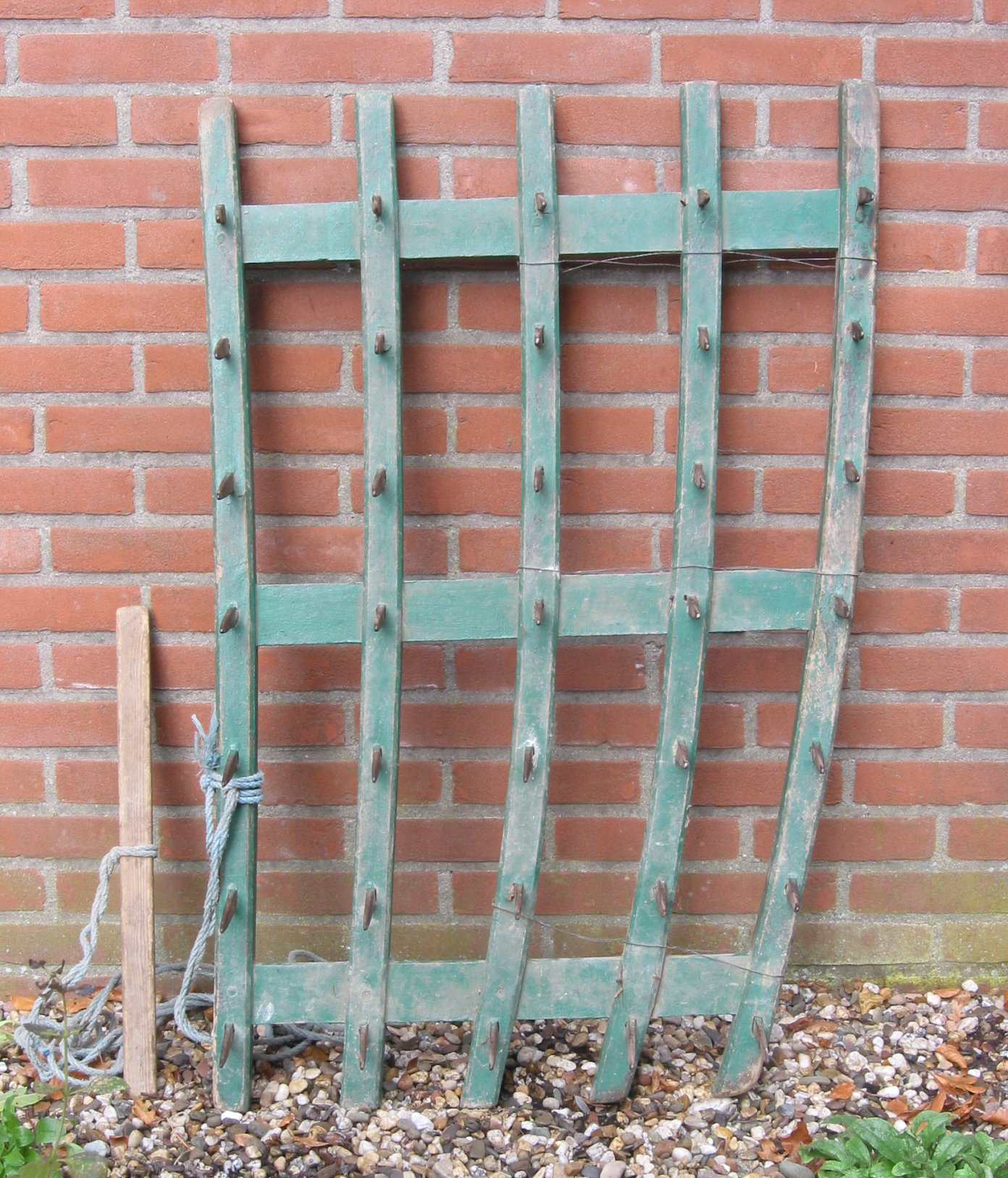
Grada dissenyada per ser utilitzat a mà.
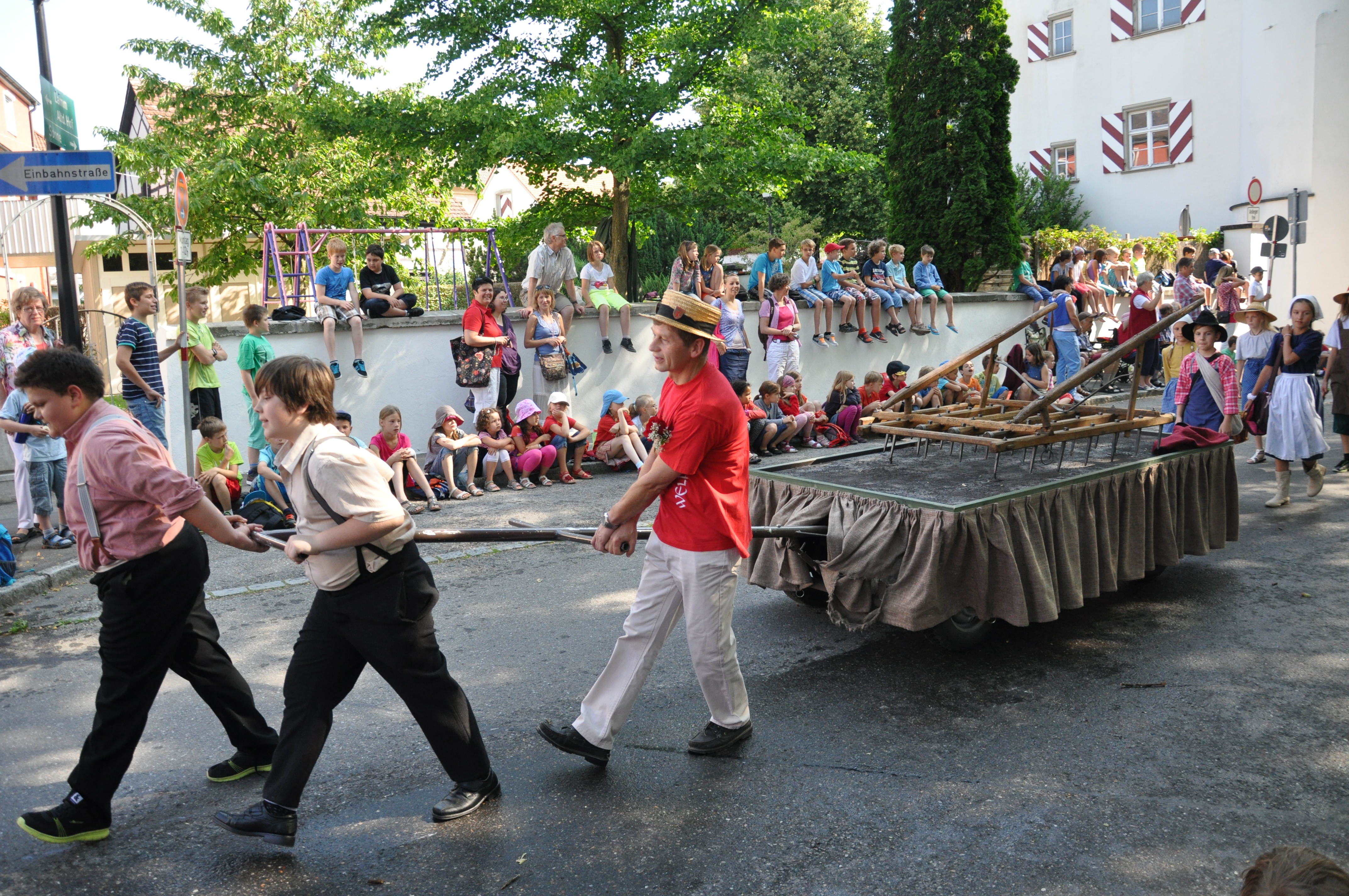
Desfilada d'una grada antiga a la Welfenfest de Weingarten, 2013.
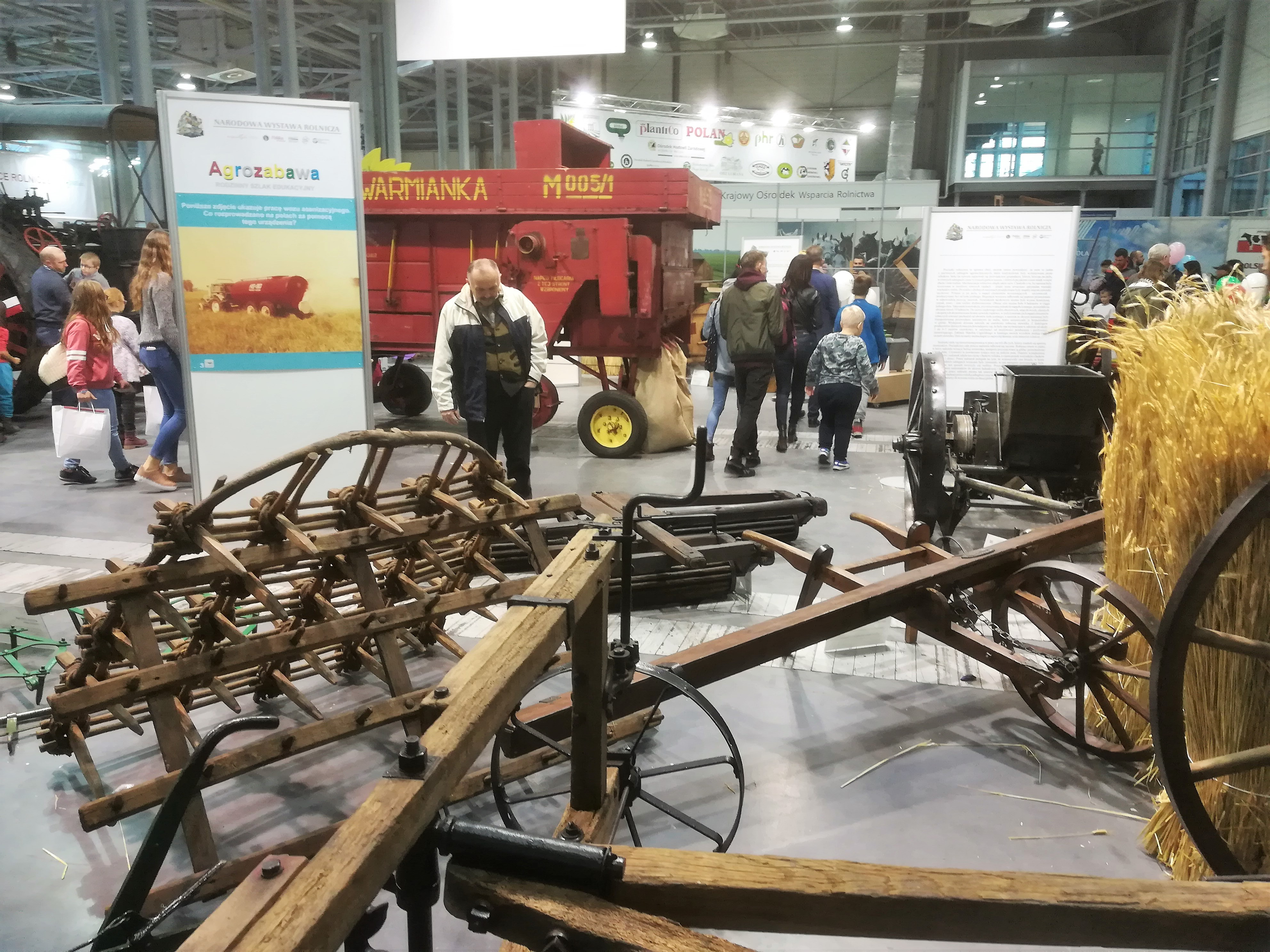
Rascles de dents de fusta en una exposició a Poznan el 2018.
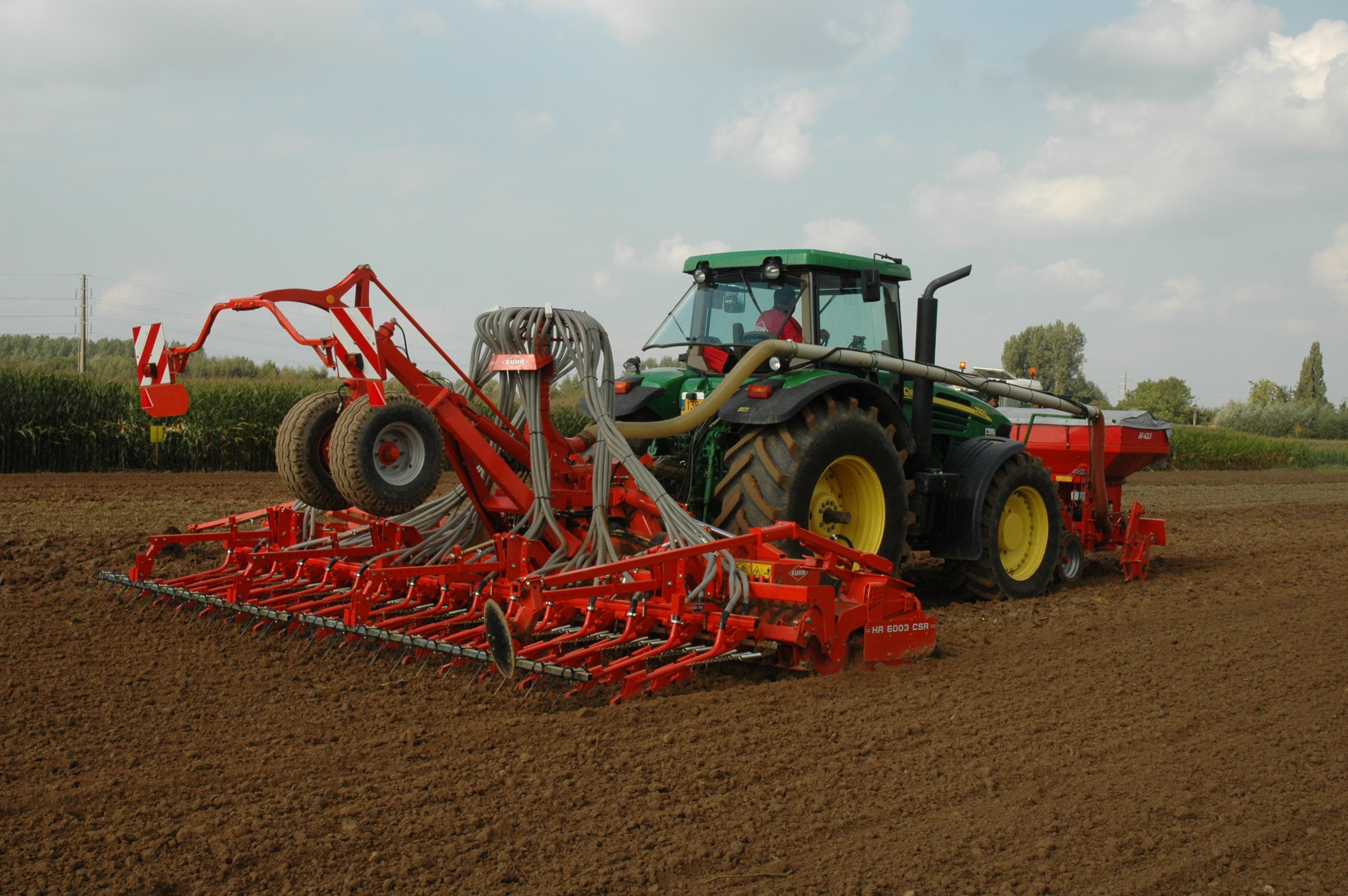
Combinació d'eines per a sembra en una sola operació. Davant del tractor: tremuja de sembradora, darrere: grada rotativa i el seu corró, fileres d'elements de sembra, i dents que rematen el cobriment de les llavors.